# Zápas na Letních olympijských hrách 1972 – muži, volný styl do 82 kg
Zápas ve volném stylu ve váhové kategorii do 82 kg na Letních olympijských hrách 1972 v Mnichově probíhal od 27. do 31. srpna. O medaile se utkalo 25 zápasníků.

## Turnajové výsledky
Byl použit systém eliminace zápornými body. Zápasník, který nasbíral 6 negativních bodů, byl vyřazen z dalších bojů. Když zůstali v turnaji poslední tři, rozhodlo o jejich konečném pořadí speciální finálové kolo. 
Legenda
- DNA — Nenastoupil
- TPP — Celkem trestných bodů
- MPP — Trestných bodů v zápase

Penalizace
- 0 — Lopatkové vítězství, vítězství pro pasivitu, zranění, nebo diskvalifikaci protivníka
- 0.5 — Vítězství pro technickou převahu
- 1 — Vítězství na body
- 2 — Remíza
- 2.5 — Remíza, pasivita
- 3 — Prohra na body
- 3.5 — Prohra pro technickou převahu soupeře
- 4 — Lopatková prohra, prohra z důvodu pasivity, zranění, nebo diskvalifikace

### Kolo 1
| TPP | MPP |                           | Time |                         | MPP | TPP |
| --- | --- | ------------------------- | ---- | ----------------------- | --- | --- |
| 4   | 4   | Harish Chander (IND)      | 7:08 | David Aspin (NZL)       | 4   | 4   |
| 2   | 2   | Tacuo Sasaki (JPN)        |      | Ali Hajiloo (IRI)       | 2   | 2   |
| 1   | 1   | Jimmy Martinetti (SUI)    |      | Jesús Blanco (ARG)      | 3   | 3   |
| 3   | 3   | André Bouchoule (FRA)     |      | Vasile Iorga (ROU)      | 1   | 1   |
| 4   | 4   | Constant Bens (BEL)       | 0:52 | Peter Neumair (FRG)     | 0   | 0   |
| 4   | 4   | Richard Barraclough (GBR) | 1:49 | John Peterson (USA)     | 0   | 0   |
| 0   | 0   | Jan Wypiórczyk (POL)      | 8:41 | Lupe Lara (CUB)         | 4   | 4   |
| 4   | 4   | Ghulam Dastagir (AFG)     | 3:41 | Kurt Elmgren (SWE)      | 0   | 0   |
| 3.5 | 3.5 | Ibrahim Diop (SEN)        |      | Levan Tedyjašvili (URS) | 0.5 | 0.5 |
| 3   | 3   | Hayri Polat (TUR)         |      | Tömöriin Artag (MGL)    | 1   | 1   |
| 1   | 1   | Horst Stottmeister (GDR)  |      | István Kovács (HUN)     | 3   | 3   |
| 1   | 1   | Ivan Iliev (BUL)          |      | Taras Hyrb (CAN)        | 3   | 3   |

### Kolo 2
| TPP | MPP |                          | Time |                           | MPP | TPP |
| --- | --- | ------------------------ | ---- | ------------------------- | --- | --- |
| 8   | 4   | Harish Chander (IND)     | 8:55 | Tacuo Sasaki (JPN)        | 0   | 2   |
| 7   | 3   | David Aspin (NZL)        |      | Ali Hajiloo (IRI)         | 1   | 3   |
| 2   | 1   | Jimmy Martinetti (SUI)   |      | André Bouchoule (FRA)     | 3   | 6   |
| 7   | 4   | Jesús Blanco (ARG)       | 5:10 | Vasile Iorga (ROU)        | 0   | 1   |
| 7.5 | 3.5 | Constant Bens (BEL)      |      | Richard Barraclough (GBR) | 0.5 | 4.5 |
| 3   | 3   | Peter Neumair (FRG)      |      | John Peterson (USA)       | 1   | 1   |
| 0   | 0   | Jan Wypiórczyk (POL)     | 5:58 | Ghulam Dastagir (AFG)     | 4   | 8   |
| 7   | 3   | Lupe Lara (CUB)          |      | Kurt Elmgren (SWE)        | 1   | 1   |
| 7.5 | 4   | Ibrahim Diop (SEN)       | 5:58 | Hayri Polat (TUR)         | 0   | 3   |
| 1.5 | 1   | Levan Tedyjašvili (URS)  |      | Tömöriin Artag (MGL)      | 3   | 4   |
| 1   | 0   | Horst Stottmeister (GDR) | 5:42 | Ivan Iliev (BUL)          | 4   | 5   |
| 4   | 1   | István Kovács (HUN)      |      | Taras Hyrb (CAN)          | 3   | 6   |

### Kolo 3
| TPP | MPP |                      | Time |                           | MPP | TPP |
| --- | --- | -------------------- | ---- | ------------------------- | --- | --- |
| 3   | 1   | Tacuo Sasaki (JPN)   |      | Jimmy Martinetti (SUI)    | 3   | 5   |
| 7   | 4   | Ali Hajiloo (IRI)    | 7:10 | Vasile Iorga (ROU)        | 0   | 1   |
| 3   | 0   | Peter Neumair (FRG)  | 2:22 | Richard Barraclough (GBR) | 4   | 8.5 |
| 1   | 0   | John Peterson (USA)  | 6:35 | Jan Wypiórczyk (POL)      | 4   | 4   |
| 5   | 4   | Kurt Elmgren (SWE)   | 8:44 | Levan Tedyjašvili (URS)   | 0   | 1.5 |
| 6   | 3   | Hayri Polat (TUR)    |      | Horst Stottmeister (GDR)  | 1   | 2   |
| 5   | 1   | Tömöriin Artag (MGL) |      | István Kovács (HUN)       | 3   | 7   |
| 5   |     | Ivan Iliev (BUL)     |      | Bye                       |     |     |

### Kolo 4
| TPP | MPP |                          | Time |                         | MPP | TPP |
| --- | --- | ------------------------ | ---- | ----------------------- | --- | --- |
| 8   | 3   | Ivan Iliev (BUL)         |      | Tacuo Sasaki (JPN)      | 1   | 4   |
| 9   | 4   | Jimmy Martinetti (SUI)   | 7:31 | Vasile Iorga (ROU)      | 0   | 1   |
| 4   | 1   | Peter Neumair (FRG)      |      | Jan Wypiórczyk (POL)    | 3   | 7   |
| 4   | 3   | John Peterson (USA)      |      | Levan Tedyjašvili (URS) | 1   | 2.5 |
| 6   | 1   | Kurt Elmgren (SWE)       |      | Tömöriin Artag (MGL)    | 3   | 8   |
| 2   |     | Horst Stottmeister (GDR) |      | Bye                     |     |     |

### Kolo 5
| TPP | MPP |                          | Time |                         | MPP | TPP |
| --- | --- | ------------------------ | ---- | ----------------------- | --- | --- |
| 4   | 2   | Horst Stottmeister (GDR) |      | Tacuo Sasaki (JPN)      | 2   | 6   |
| 4   | 3   | Vasile Iorga (ROU)       |      | John Peterson (USA)     | 1   | 5   |
| 7   | 3   | Peter Neumair (FRG)      |      | Levan Tedyjašvili (URS) | 1   | 3.5 |

### Kolo 6
| TPP | MPP |                          | Time |                         | MPP | TPP |
| --- | --- | ------------------------ | ---- | ----------------------- | --- | --- |
| 7   | 3   | Horst Stottmeister (GDR) |      | John Peterson (USA)     | 1   | 6   |
| 7   | 3   | Vasile Iorga (ROU)       |      | Levan Tedyjašvili (URS) | 1   | 4.5 |

## Finálové pořadí
1. Levan Tedyjašvili (URS)
2. John Peterson (USA)
3. Vasile Iorga (ROU)
4. Horst Stottmeister (GDR)
5. Tacuo Sasaki (JPN)
6. Peter Neumair (FRG)